# Протасово (Михайловский район)
Протасово — деревня в Михайловском районе Рязанской области России.

## История
| Год  | Население |
| ---- | --------- |
| 1929 | 291       |

До 1924 года деревня входила в состав Горностаевской волости Михайловского уезда Рязанской губернии.

## Население
| 2010 |
| ---- |
| 0    |